# Dent Favre
Dent Favre är en bergstopp i Schweiz. Den ligger i distriktet Aigle och kantonen Vaud, i den sydvästra delen av landet, 90 km söder om huvudstaden Bern. Toppen på Dent Favre är 2 916 meter över havet.